# Amable Regnault
Amable Regnault, né le 18 octobre 1798 à Versailles et mort le 20 octobre 1897 à Paris, fut un historien, bibliothécaire et archiviste honoraire du Conseil d'État et membre de l'Académie de Lyon.